# Edmund Davy
Edmund Davy (* 1785; † 5. November 1857) war ein irischer Chemiker.
Davy war seit 1813 Professor für Chemie an der Royal Cork Institution und seit 1826 bei der Royal Dublin Society.
Davy entdeckte die katalytische Wirkung von Platinschwamm sowie den Rostschutz durch Verzinken und synthetisierte als erster Ethin (Acetylen, wie es von Marcellin Berthelot genannt wurde).
Edmund Davy war ein Cousin des englischen Chemikers Humphry Davy.